# Luca Stefani
Luca Stefani (* 22. Februar 1987 in Asiago) ist ein italienischer Eisschnellläufer.
Nachdem Stefani in seinen frühen Karrierejahren bereits einige Nachwuchsrennen für sich entschieden hatte, nahm er im Februar 2004 erstmals an der Mehrkampf-Weltmeisterschaft der Junioren teil, wo ihm als bestes Ergebnis ein neunter Rang mit dem Team gelang. Ein Jahr darauf wurde er Italienischer Juniorenmeister im Kleinen Vierkampf und konnte sich in den folgenden Saisons in der erweiterten Weltspitze der Junioren etablieren. Dies führte dazu, dass er beim Weltcupauftakt des Winters 2006/07 erstmals in die italienische Weltcupmannschaft berufen wurde. Mit besonders in der zweiten Saisonhälfte konstant guten Ergebnissen qualifizierte sich der Italiener auf der 1500-Meter-Strecke für die A-Gruppe, der die 20 besten Eisschnellläufer über die Distanz angehörten. Zudem stand er im Februar 2007 in Turin erstmals auf dem Weltcup-Podest, als er mit den Mannschaftsolympiasiegern Matteo Anesi und Enrico Fabris im Teamlauf den dritten Platz erreichte.
In den folgenden Wintern schaffte es Stefani nicht, sich auf den Einzelstrecken in der A-Gruppe zu etablieren, dafür erreichte er in der B-Gruppe mehrere Top-Ten-Plätze. Wesentlich erfolgreicher verliefen die Starts im Teamlauf: Zusammen mit Anesi und Fabris gewann der Italiener im März 2008 die Silbermedaille bei der Einzelstrecken-Weltmeisterschaft in Nagano. Hinzu kamen in den Saisons 2008/09 sowie 2009/10 drei weitere Podiumsplatzierungen. Der nächste Karrierehöhepunkt folgte im Februar 2010, als Stefani an den Olympischen Winterspielen in Vancouver teilnahm. Dort schied die italienische Mannschaft jedoch früh aus und belegte schließlich den sechsten Rang unter acht Nationen. Bei seinem einzigen Einzelstart über die 5000 Meter erreichte der zu diesem Zeitpunkt 22-Jährige als 25. ebenfalls die drittletzte Position, während sein Teamkollege Fabris als bester Italiener guter Siebter wurde.

## Eisschnelllauf-Weltcup-Platzierungen
| Platzierung              | 100 m | 500 m | 1000 m | 1500 m | 3000 m | 5000 m | 10.000 m | Team | Gesamt |
| ------------------------ | ----- | ----- | ------ | ------ | ------ | ------ | -------- | ---- | ------ |
| 1. Platz                 |       |       |        |        |        |        |          |      |        |
| 2. Platz                 |       |       |        |        |        |        |          | 2    | 2      |
| 3. Platz                 |       |       |        |        |        |        |          | 2    | 2      |
| Top 10                   |       |       |        |        |        |        |          | 12   | 12     |
| Stand: 12. Dezember 2010 |       |       |        |        |        |        |          |      |        |